# Prejt

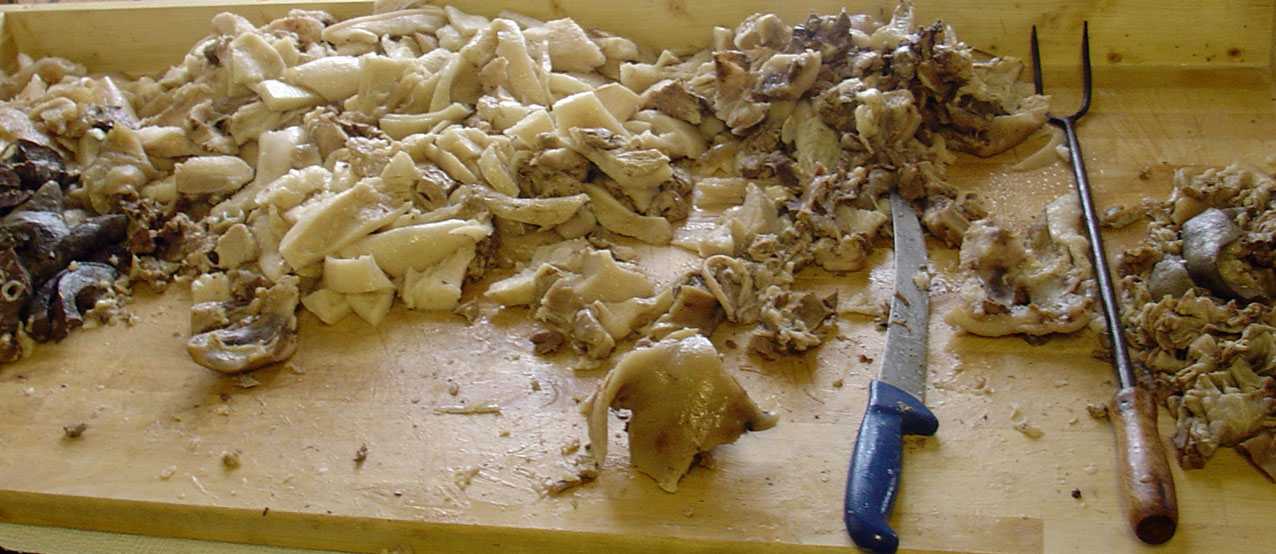
Příprava masové hmoty pro prejt

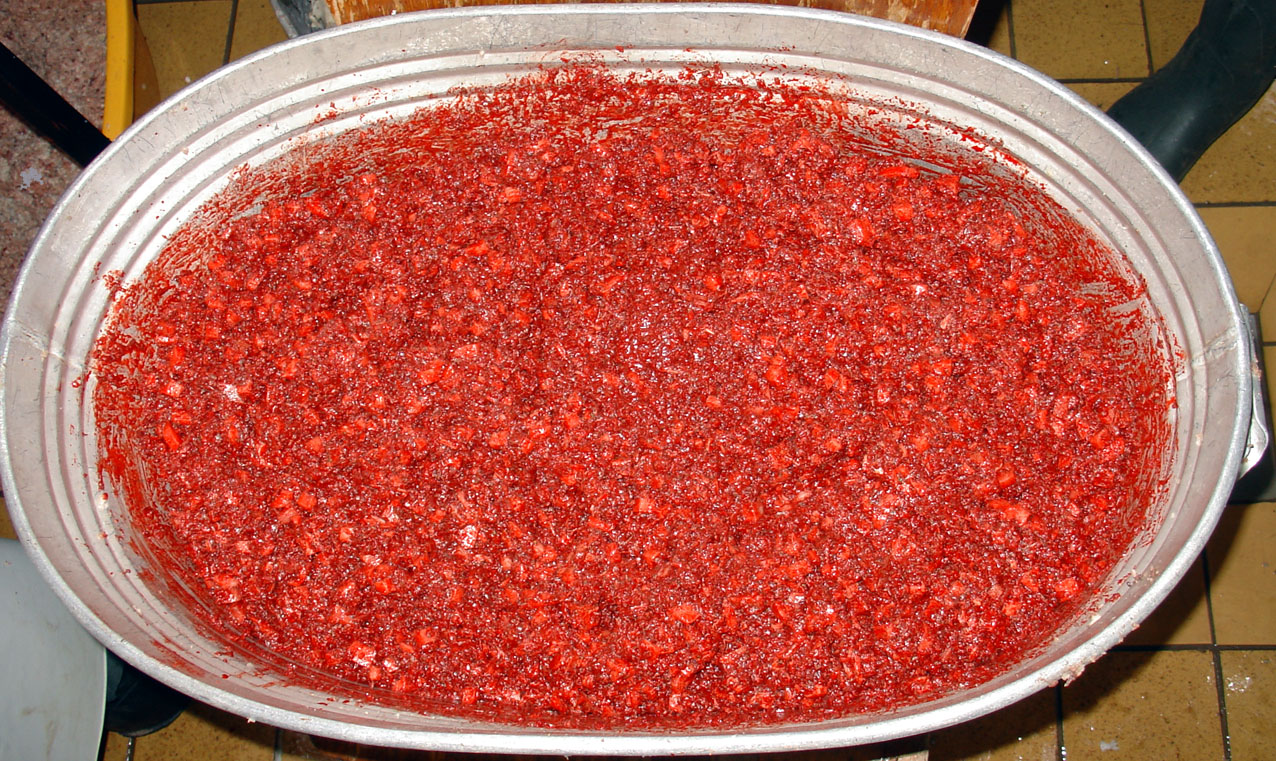
Hotový prejt před vařením

Prejt je zabijačkový produkt, náplň do jitrnic a jelit. Při výrobě jelit je složený z krve a krup a uvařený je nacpán do vepřového střívka či plastové fólie. Slovo prejt v češtině bylo původně označováno, že pochází z německého slova Brei (česky: Kaše). Nový výklad se přiklání k verzi odvození od severobavorského slova pręit, odpovídající německému slovu Brät.